# NGC 7030
NGC 7030 este o emission-line galaxy⁠(d) situată în constelația Capricornul. A fost descoperită în 3 septembrie 1885 de către Francis Leavenworth. Se află la o distanță de 659,022 de parseci de Pământ.